# Снєжка
Снє́жка (чеськ. Sněžka, пол. Śnieżka, нім. Schneekoppe) — гора гірського масиву Карконоше. Найвища вершина Чехії, розташована в Краловоградецькому краї, на кордоні Чехії з Польщею. Висота — 1602 м над рівнем моря. Один зі схилів знаходяться в Чехії, другий схил — у Польщі. Гора створена сланцями. Схили покриті лісами, гірськими луками і кам'яними розсипами. Межа лісу знаходиться на висоті 1250—1350 м.
Назва гори походить від зазначеної в XVII ст. місцевої назви масиву Карконоше — Снігові гори (чес. Sněžné hory). Нинішня чеська назва Sněžka («Сніжна») була прийнята в 1823 році. До цього гора мала назву Sněžovka (з тим же значенням), а ще раніше — Pahrbek Sněžný («Сніжний пагорб»). Перша зафіксована німецька назва гори — Riseberg («гігантська гора») згадується Ґеорґіусом Аґріколою в 1546 році, потім гора мала назву Riesenkoppe («гігантська вершина») і, нарешті, має нинішню назву — Schneekoppe («сніжна вершина»).
Перша згадка сходження на вершини Снєжки відноситься до 1456, коли на гору піднявся невідомий венеціанський купець в пошуках дорогоцінних каменів. Незабаром були засновані кілька поселень шахтарів, котрі видобували в надрах гори мідь, залізо і миш'як. Штольні, загальною довжиною до 1,5 км, збереглися до наших днів.
На горі розташований популярний гірськолижний курорт з канатною підвісною дорогою, що йде до вершини від розташованого біля підніжжя містечка Пец-под-Снежкоу (чес. Pec pod Sněžkou). Катання на лижах зі Снєжки можливе протягом 5-6 місяців у році, вершина покрита снігом до 7 місяців на рік. Працює 22 підйомники двох типів, які обслуговують до 7500 осіб на годину.

## Галерея

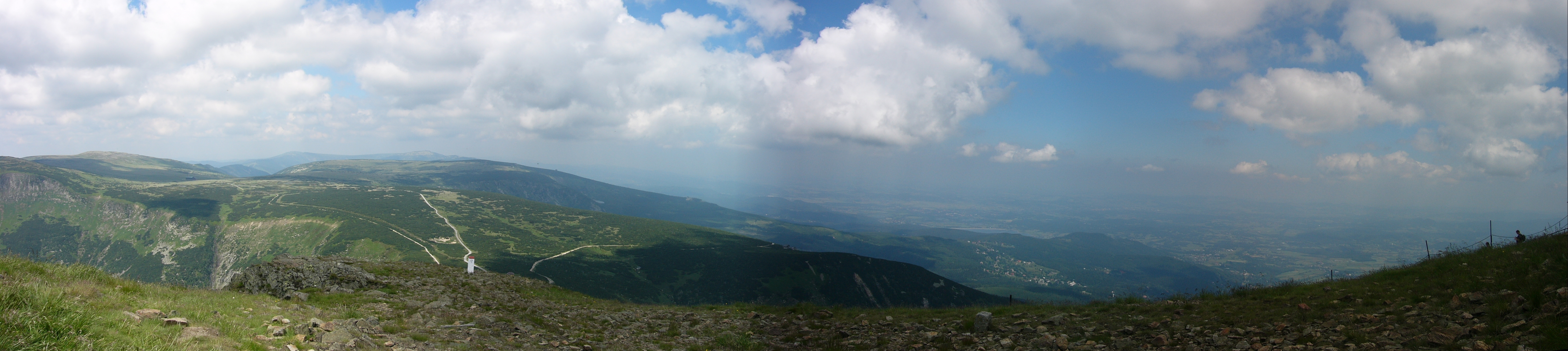
Панорама зі Снєжки на північний захід